# 梅塔 (乌克兰)
48°59′34″N 23°14′15″E / 48.99278°N 23.23750°E

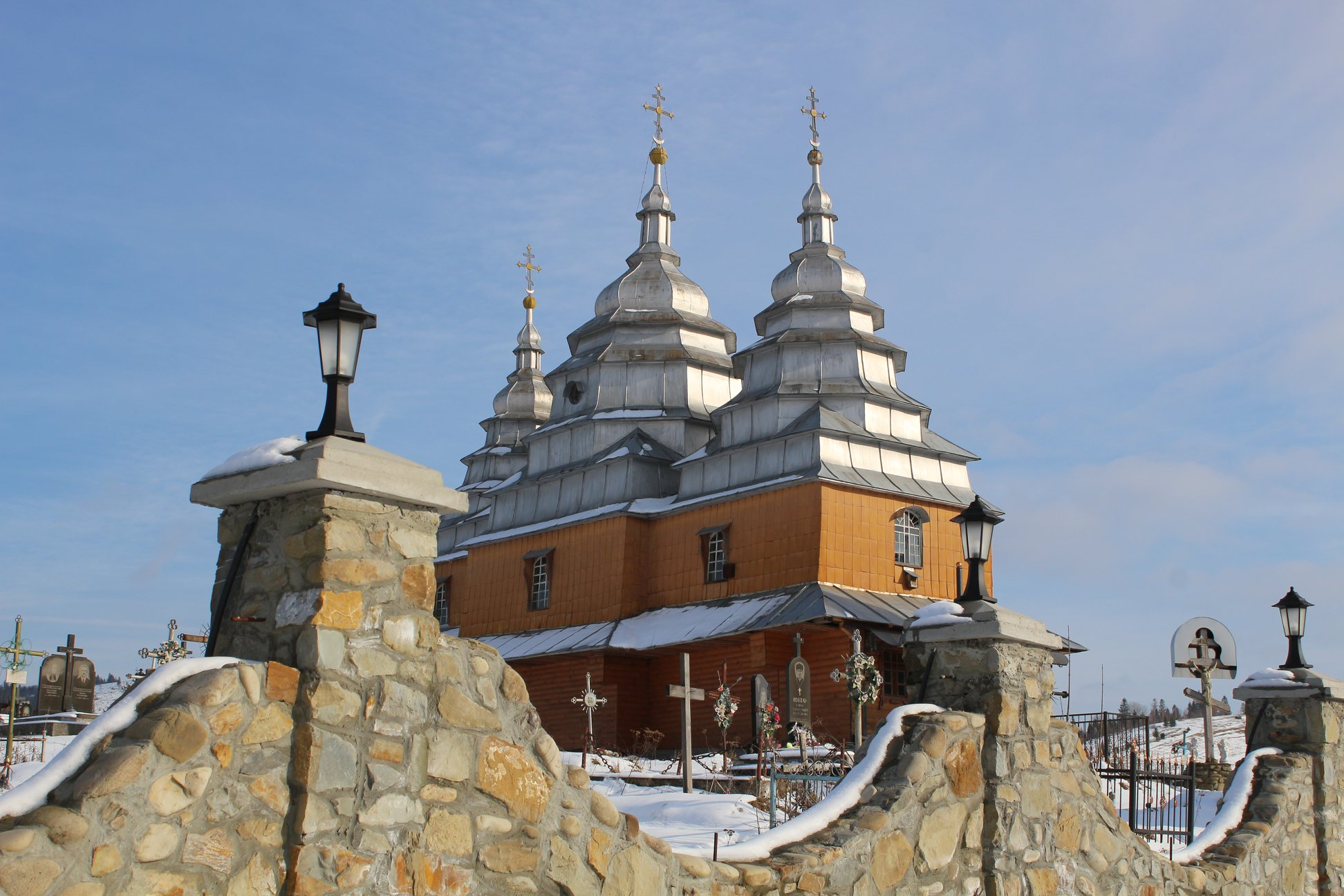
教堂

梅塔（烏克蘭語：Мита），是烏克蘭的村庄，位於該國西部利沃夫州，由斯特雷區科焦瓦市鎮負責管轄，始建於1570年，面積1.09平方公里，海拔高度742米，2001年人口285，人口密度每平方公里261.47人。